# Баранув-Сандомерський (гміна)
Гміна Баранув-Сандомерський (пол. Gmina Baranów Sandomierski) — місько-сільська гміна у східній Польщі. Належить до Тарнобжезького повіту Підкарпатського воєводства.
Станом на 31 грудня 2011 у гміні проживало 12169 осіб.

## Територія
Згідно з даними за 2007 рік площа гміни становила 121.86 км², у тому числі:
- орні землі: 60.00%
- ліси: 21.00%

Таким чином, площа гміни становить 23.43% площі повіту.

## Населення
Станом на 31 грудня 2011:
| Опис     | Загалом | Загалом | Чоловіки | Чоловіки | Жінки | Жінки |
| -------- | ------- | ------- | -------- | -------- | ----- | ----- |
| одиниця  | осіб    | %       | осіб     | %        | осіб  | %     |
| все      | 12169   | 100     | 6044     | 49.67    | 6125  | 50.33 |
| міське   | 1535    | 100     | 766      | 49.90    | 769   | 50.10 |
| сільське | 10634   | 100     | 5278     | 49.63    | 5356  | 50.37 |

## Сусідні гміни
Гміна Баранув-Сандомерський межує з такими гмінами: Лонюв, Майдан-Крулевський, Нова Демба, Осек, Падев-Народова, Тушув-Народови, Цмоляс.